# Kathryn Grayson
Kathryn Grayson (Winston-Salem, 9 februari 1922 - Los Angeles, 17 februari 2010) was een Amerikaans actrice en zangeres. Ze trad op onder de meisjesnaam van haar moeder.

## Biografie
Grayson werd als derde dochter van Clarence en Lillian Hedrick geboren in Winston-Salem. Ze groeide op in Kirkwood, waar de familie in 1927 naartoe verhuisde. Ze werd op 12-jarige leeftijd gezien op een leeg podium in een operazaal door Frances Marshall, een operazanger, die haar zangles gaf; zij bekwaamde zich als sopraan.
Grayson werd in 1939 ontdekt door Sam Katz, een producent van filmstudio Metro-Goldwyn-Mayer, die zocht naar een tegenhanger van tienerzangeres en -actrice Deanna Durbin. Hij bood haar een contract aan, maar zij weigerde, omdat ze opera boven de film verkoos. Ze veranderde later van gedachten en tekende het contract, maar bleef nog lang enkel actief als zangeres. In 1940 legde ze haar eerste screentest af, maar deze verliep niet succesvol. Studiobaas Louis B. Mayer was ontevreden met haar acteerspel en gaf haar de opdracht acteerlessen te nemen. Grayson nam een jaar lang training, voordat ze haar filmdebuut maakte.
Grayson maakte haar eerste filmverschijning in een deel van de destijds razend populaire Andy Hardy-reeks, Andy Hardy's Private Secretary (1941). Ze werd geprezen door critici en kreeg veel lof voor haar acteerspel. Een criticus voor een krant schreef zelfs dat ze de show van hoofdrolspeler Mickey Rooney stal. Haar leven veranderde drastisch toen ze van de ene op de andere dag uitgroeide tot een ster. Ze werd lastiggevallen door een man van middelbare leeftijd en besloot te trouwen met de eerste man die ze zag om van hem af te komen.
Grayson hield zich aan haar voornemen. Ze trouwde op 19-jarige leeftijd met zanger-acteur John Shelton in Las Vegas. De bazen van de studio dwongen onmiddellijk aan op een scheiding, omdat ze een imago had opgebouwd als brave jongedame. Ze weigerde echter, en bleef met Shelton getrouwd tot 1946. Haar carrière leed er niet onder. Ze verscheen in grootse musicalfilms, waaronder Thousands Cheer (1943) en Anchors Aweigh (1945). Tussen deze beide films in was zij actief met optredens voor de troepen. Op de set van de film Ziegfeld Follies (1946) ontmoette ze acteur Johnny Johnston. Ze trouwde met hem in 1947 en beviel in 1948 van een dochter.
Ze stortte zich hierna onmiddellijk op haar werk. Ze werd al tien dagen later naast Mario Lanza gecast in That Midnight Kiss (1949). Dit werd een succes en ze werden een geliefd filmkoppel. Ze gingen samen op veel tours en speelden door hun populariteit samen in nog een film (The Toast of New Orleans, 1950). In 1951 verscheen zij echter tegenover Howard Keel in de extravagante film Show Boat (de derde verfilming van deze musical), een van haar populairste films (eerder had zij al een scene uit deze musical vertolkt voor Till the Clouds Roll By, 1946, voor hetzelfde personage).
Haar persoonlijke leven was echter niet zo succesvol. Ze scheidde in 1951 en zou nooit meer trouwen. Ondertussen verloren musicals aan populariteit. Dit resulteerde erin dat haar contract met MGM in 1952 werd beëindigd.
Grayson kreeg hierna een contract bij Warner Brothers, maar al haar films daar werden een grote flop. Om die reden verliet ze al een jaar later de studio en keerde terug naar MGM, waar ze de musical Kiss Me Kate (1953) maakte. Hoewel deze film een succes werd, trok ze zich terug van de filmindustrie (ze maakte alleen nog The Vagabond King, 1956, voor Paramount Pictures) om te kunnen optreden in nachtclubs en televisieseries. Daarnaast speelde ze de hoofdrol in verschillende opera's. 
Later werkte ze op de Idaho State University, om zang te doceren.

## Filmografie
- Bibsys: 6057509
- Biblioteca Nacional de España: XX1176099
- Bibliothèque nationale de France: cb139261248 (data)
- Gemeinsame Normdatei: 134608410
- International Standard Name Identifier: 0000 0000 8180 3438
- Library of Congress Control Number: n85376512
- MusicBrainz: 2475bf42-d019-4938-ad5f-4140a2c5573b
- National Archives and Records Administration: 16987248
- Nationale Bibliotheek van Tsjechië: xx0179939
- Nationale bibliotheek van Australië: 36037513
- Nationale Bibliotheek van Israël: 987007331435905171
- Réseau des bibliothèques de Suisse occidentale: 02-A005634683
- Istituto Centrale per il Catalogo Unico: UBOV985360
- SNAC: w6n04956
- Système universitaire de documentation: 176891285
- Virtual International Authority File: 112818298
- WorldCat: E39PBJp649HmvdXXmjCYdmCqQq